# Michael (calciatore)
Michael, all'anagrafe Michael Anderson Pereira da Silva (São Caetano do Sul, 16 febbraio 1983), è un ex calciatore brasiliano, di ruolo attaccante.

## Palmarès

### Club

#### Competizioni nazionali
- Supercoppa d'Ucraina: 1

Dinamo Kiev: 2007